# Joaquim Santana
Joaquim Santana Silva Guimarães (Lobito, 1936. március 22. – Freamunde, 1989. április 24.) válogatott portugál labdarúgó, középpályás.

## Pályafutása

### Klubcsapatban
1954 és 1967 között a Benfica csapatában szerepelt, ahol hét portugál bajnoki címet és három kupagyőzelmet ért el. Tagja volt az 1960–61-es és az 1961–62-es BEK-győztes illetve az 1962–63-as idényben BEK-döntős együttesnek.

### A válogatottban
1960 és 1963 között öt alkalommal szerepelt a portugál válogatottban és egy gólt szerzett

## Sikerei, díjai
Benfica
- Portugál bajnokság (Primeira Liga)
  - bajnok (7): 1956–57, 1959–60, 1960–61, 1962–63, 1963–64, 1964–65, 1966–67
- Portugál kupa (Taça de Portugal)
  - győztes (3): 1959, 1962, 1964
- Bajnokcsapatok Európa-kupája (BEK)
  - győztes (2): 1960–61, 1961–62
  - döntős: 1962–63
- Interkontinentális kupa
  - döntős: 1962

## Statisztika

### Mérkőzései a portugál válogatottban
| Portugália | Portugália       | Portugália                        | Portugália  | Portugália | Portugália  | Portugália    | Portugália | Portugália |
| #          | Dátum            | Helyszín                          | Hazai       | Eredmény   | Vendég      | Kiírás        | Gólok      | Esemény    |
| ---------- | ---------------- | --------------------------------- | ----------- | ---------- | ----------- | ------------- | ---------- | ---------- |
| 1.         | 1960. május 8.   | Oeiras, Estádio Nacional do Jamor | Portugália  | 2 – 1      | Jugoszlávia | NEK-selejtező | 1          | 29'        |
| 2.         | 1960. május 22.  | Belgrád, JNA-stadion              | Jugoszlávia | 5 – 1      | Portugália  | NEK-selejtező | -          |            |
| 3.         | 1961. május 21.  | Oeiras, Estádio Nacional do Jamor | Portugália  | 1 – 1      | Anglia      | vb-selejtező  | -          |            |
| 4.         | 1961. június 4.  | Oeiras, Estádio Nacional do Jamor | Portugália  | 0 – 2      | Argentína   | barátságos    | -          | 45'        |
| 5.         | 1963. január 23. | Róma, Olimpiai Stadion (ITA)      | Bulgária    | 1 – 0      | Portugália  | NEK-selejtező | -          |            |
|            | Összesen         |                                   |             | 5          | mérkőzés    |               | 1          | gól        |